# Modernizzazione
Il termine modernizzazione indica l'insieme dei processi di cambiamento e mutamento su larga scala che investe una determinata società, trasformando profondamente le sue strutture e i suoi modelli di organizzazione sociale.
Questo concetto si riferisce in modo più specifico alla tendenza, della società interessata da questi processi, ad acquisire le caratteristiche economiche, politiche, sociali e culturali considerate proprie della modernità, che rispecchiano quindi aspetti riguardanti soprattutto l'individualismo e il razionalismo. Tanto per estensione che per intensità, le trasformazioni legate alla modernità appaiono più profonde della maggior parte dei mutamenti avvenuti nelle epoche precedenti.
Tendenze generali della modernizzazione sono quelle all'innovazione e al cambiamento, accompagnate da una visione del mondo che vede la società in continua evoluzione, e che si allontana così sempre di più dalle forme che ha assunto nel passato.
La modernizzazione è inoltre strettamente correlata al concetto di sviluppo economico il quale anch'esso rappresenta un processo di ampi mutamenti e di straordinario accrescimento delle capacità produttive (intese sia come capacità tecniche che come capacità organizzative), che ha permesso ad una gran parte della popolazione di poter usufruire di una quantità di beni e servizi estremamente superiore rispetto ad un passato anche recente e che ha anch'esso cambiato in modo radicale le strutture, le istituzioni economiche e sociali, i modi di pensare, gli stili di vita, i modelli culturali, i comportamenti e le aspettative.

## Storia della industrializzazione
La teoria della modernizzazione nasce e si sviluppa negli Stati Uniti nel periodo postbellico per studiare i problemi e le difficoltà delle società più arretrate e proporre quindi strategie di crescita economica e stabilità politica. Lo sviluppo della teoria è influenzato da due avvenimenti storici fondamentali e di grande portata: la decolonizzazione e la guerra fredda tra le due superpotenze Stati Uniti e Unione Sovietica, le quali cercavano entrambe di attirare nella propria sfera di influenza gli stati neodipendenti decolonizzati.
Per modernizzazione, sotto il profilo economico si intende generalmente un sistema di produzione industriale che applica tecnologie a base scientifica, sostituisce il lavoro umano e animale con energia meccanica, sviluppa una complessa divisione del lavoro che esprime una gerarchia di competenze specialistiche acquisite in processi formali di istruzione, e comporta un esteso consumo e commercializzazione dei beni e servizi in un mercato tendenzialmente globale. Si sviluppa rispetto al passato enormemente la divisione del lavoro in una pluralità di ruoli occupazionali e professionali differenziati, che richiedono capacità, competenze e addestramento specifici. Il lavoro agricolo, assolutamente prevalente nelle società tradizionali, diminuisce progressivamente all'aumentare nell'industria e del settore terziario, ciò comporta una gamma sempre più ampia di ruoli professionali che richiedono competenze e conoscenze in continua evoluzione.
I processi di sviluppo economico e modernizzazione di una società, secondo la "teoria degli stadi" di Walt Whitman Rostow, si verificano in ogni Paese attraverso diversi stadi di sviluppo. Questi stadi partono dalla cosiddetta società tradizionale, cioè una società nella quale la stragrande maggioranza della popolazione opera nel settore primario in un'economia di sussistenza e autoconsumo basata su rapporti di reciprocità e ridistribuzione, imperniata da una cultura dominata dal fatalismo e dal familismo amorale. In seguito da questo primo stadio si passa al secondo che è caratterizzato dalla crescita massiccia dell'industrializzazione, la quale in seguito viene a sua volta soppiantata dalle attività terziarie in un contesto dominato da un'economia integrata basata su legami di interdipendenza.
In un paese interessato da un processo di modernizzazione e di sviluppo "classici", si verifica quindi in primo luogo una forte diminuzione degli attivi in agricoltura, seguita da un forte incremento degli addetti all'industria la quale, grazie agli straordinari aumenti della produttività, perde peso a favore di un settore terziario che diviene predominante e caratterizzante le società e le economie che hanno raggiunto la piena maturità dello sviluppo.

## La dimensione sociale della modernizzazione
La dimensione sociale della modernizzazione si manifesta nei fenomeni correlati del cambiamento demografico, dell'urbanizzazione, vasti processi migratori sradicano grosse masse di individui dalle loro ancestrali residenze rurali e li concentrano in realtà urbane funzionalmente complesse, culturalmente pluralistiche, e socialmente eterogenee.
Rientrano nella dimensione della modernizzazione anche altre trasformazioni sociali di larga scala, come le dinamiche demografiche naturali, che nella società tradizionale passano da una situazione detta di "Ancien Régime", attraverso la cosiddetta transizione demografica (ciò vuol dire che si verifica un passaggio da una preesistente situazione di alta mortalità e natalità, poi seguita da una drastica diminuzione della mortalità, e tassi di natalità sempre elevati) per poi passare ad un netto calo della natalità. Si verifica inoltre una trasformazione della dimensione sociale della donna, che si esprime principalmente attraverso l'accesso all'istruzione e al mercato del lavoro.
Sempre all'interno delle teorie della modernizzazione, bisogna considerare anche le modificazioni nella sfera della personalità che ne sono allo stesso tempo sia la causa che l'effetto. Esse sono ad esempio: la disponibilità al cambiamento, l'orientamento a principi di efficienza, l'affermarsi di valori etici di acquisività e universalismo dei ruoli sociali. Questo orientamento ai nuovi, moderni modelli culturali nella sociologia classica viene contrapposto ai modelli della personalità "tradizionali".

## Le variabili
Da questo confronto nascono i cosiddetti "pattern variables" che Talcott Parsons ha elaborato sulla base della riconcettualizzazione di Shils dei tipi ideali weberiani.
Queste dicotomie sono: 
- ascrizione-acquisizione: indica il contrasto tra la tendenza nelle società moderne a far prevalere situazioni nelle quali gli interlocutori non sono giudicati sulla base di status ascritti, ma su status acquisiti, e la predisposizione delle società moderne a prediligere questi ultimi;
- specificità-diffusione: Nella società moderna i rapporti prevalenti sono quelli nei quali gli individui sono coinvolti solo per alcuni precisati aspetti della loro personalità, quindi rapporti funzionalmente specifici dove gli individui agiscono nell'ambito di determinati ruoli (come il rapporto tra compratore e venditore). Nelle società tradizionali, invece, sono più frequenti i ruoli familiari affettivi che hanno invece un contenuto molto più ampio, quindi diffuso;
- affettività-neutralità affettiva: La cultura della modernità si manifesta anche nel controllo delle emozioni e dell'affettività soprattutto nella sfera pubblica e tende ad essere confinata nella sfera privata. Nella cultura tradizionale la differenziazione tra sfera pubblica e sfera privata è invece assai meno marcata;
- particolarismo-universalismo: Questa dicotomia si riferisce alla differenza tra le situazioni tipiche della modernità, nelle quali gli individui sono considerati in base a caratteristiche generiche e universalistiche che condividono con gli altri (ad esempio i diritti politici), e situazioni tradizionali dove le persone sono valutate in base alle loro particolarità;
- interesse collettivo-interesse privato: La società moderna, a differenza di quella tradizionale, opera una netta distinzione tra situazioni in cui ci si aspetta che le persone agiscano perseguendo il proprio interesse individuale, e situazioni nelle quali l'interesse collettivo deve essere messo assolutamente in primo piano.

Il cambiamento come regola, la razionalità, il carattere specifico e limitato delle relazioni che libera da dipendenze personali, sono in buona sostanza aspetti in generale della cultura della modernizzazione, mentre relazioni sociali improntate all'intimità, dense di significati affettivi e alla considerazione della specificità delle persone sono tipiche della società tradizionale. È bene sottolineare che, come hanno sostenuto i vari critici della teoria classica della modernizzazione, queste dicotomie e "variabili modello", più che descrivere caratteristiche e differenze assolute della società moderna e di quella tradizionale, indicano piuttosto tendenze valoriali di fondo che sono presenti in questi due tipi di società.

## I contrasti e le modificazioni
Al centro dell'analisi delle teorie sulla modernizzazione vi è insomma la dicotomia tradizionale-moderno, che si collega ad altre dicotomie del pensiero sociologico classico di comunità-società, status-contratto, solidarietà meccanica-solidarietà organica. Mentre la società tradizionale è staticamente sempre uguale a sé stessa per lunghi periodi di tempo, lo sviluppo economico induce profondi mutamenti sociali, procede di pari passo con un fenomeno, appunto, di modernizzazione della società.
L'individuo, libero dai vincoli delle appartenenze obbligate a un determinato ceto o a una determinata comunità, vede aumentare le sue possibilità di scelta ma anche le connesse responsabilità. Ma la società moderna non offre solo maggiori risorse, maggiore libertà e possibilità di autorealizzazione dell'individuo, ma produce anche anomia e solitudine e pone il problema cruciale dei fondamenti della solidarietà in un contesto, come visto, tendenzialmente individualistico.
La contrapposizione dei due tipi ideali di società, tradizionale-moderna, comunque non va vista solamente come una semplice comparazione tra due modelli che persegue finalità puramente descrittive, ma come un'argomentazione che mira anche a spiegare quali meccanismi e quali situazioni possano favorire od ostacolare il processo di cambiamento. L'esempio più tipico di questo metodo di indagine consiste nella considerazione che a differenza dell'esperienza occidentale, in cui le variabili socio-culturali hanno creato i presupposti per la crescita economica, lo sviluppo economico di alcuni paesi meno sviluppati o sottosviluppati sia ostacolato non solo e non tanto dalla carenza di risorse economiche o dalla indisponibilità di tecnologie adeguate, ma da resistenze sociali e da orientamenti culturali tradizionali che rendono difficile l'affermarsi le relazioni sociali e i tipi di personalità favorevoli allo sviluppo che abbiamo sopra descritto.
Questa situazione ha fatto sì che il processo di modernizzazione si sia avviato in modi e tempi differenti nei diversi paesi, e all'interno di questi nelle diverse aree e regioni, ragion per cui si può affermare che praticamente "nessuna economia ha percorso esattamente il cammino di un'altra". Se infatti in Inghilterra si può far risalire l'origine di questo processo a tre secoli fa, nella nota "rivoluzione industriale", coadiuvato da una politica economica liberista di "laissez-faire", in altri paesi come l'Italia l'inizio delle grandi trasformazioni è avvenuto certamente più tardi, con il sostegno decisivo dello stato e delle banche e dove inizialmente riguardò solo alcune regioni del nord-ovest. Nel resto delle regioni, ed in particolare nel Meridione, nella prima metà del Novecento i cambiamenti furono molto graduali e permanevano gravi problemi senza reali soluzioni.
La modernizzazione  è però anche un fenomeno contraddittorio e problematico, i radicali processi di cambiamento che comporta sono spesso traumatici, suscitano tensioni e conflitti di particolare intensità. Così si verificano l'anomia e la solitudine, la disoccupazione, la criminalità diffusa: fenomeni che riguardano i contesti urbani ma ormai anche extraurbani, prima quasi sconosciuti nelle comunità tradizionali.